# St. Nikolaus (Sachsenhausen)

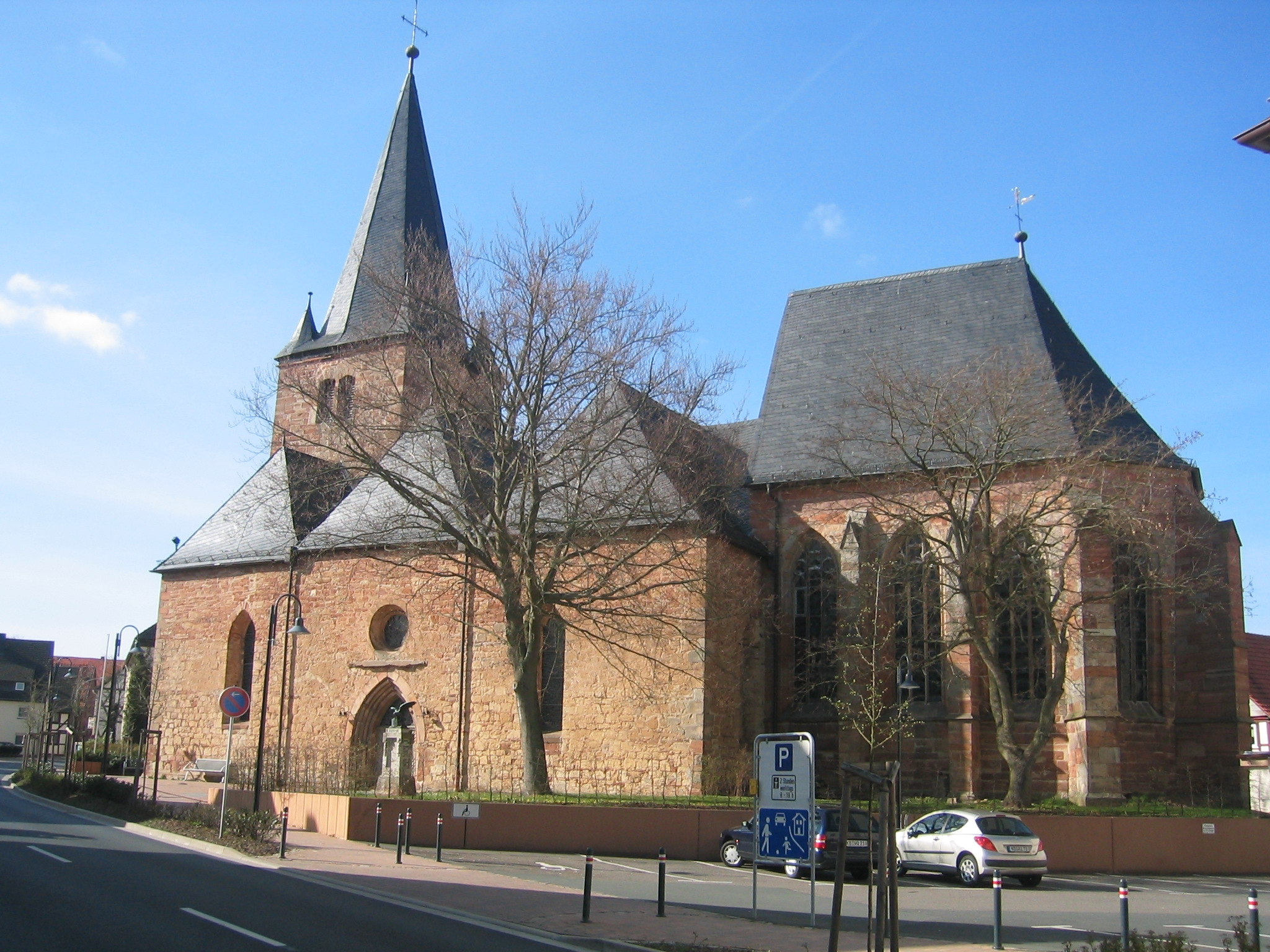
St. Nikolaus (Sachsenhausen)

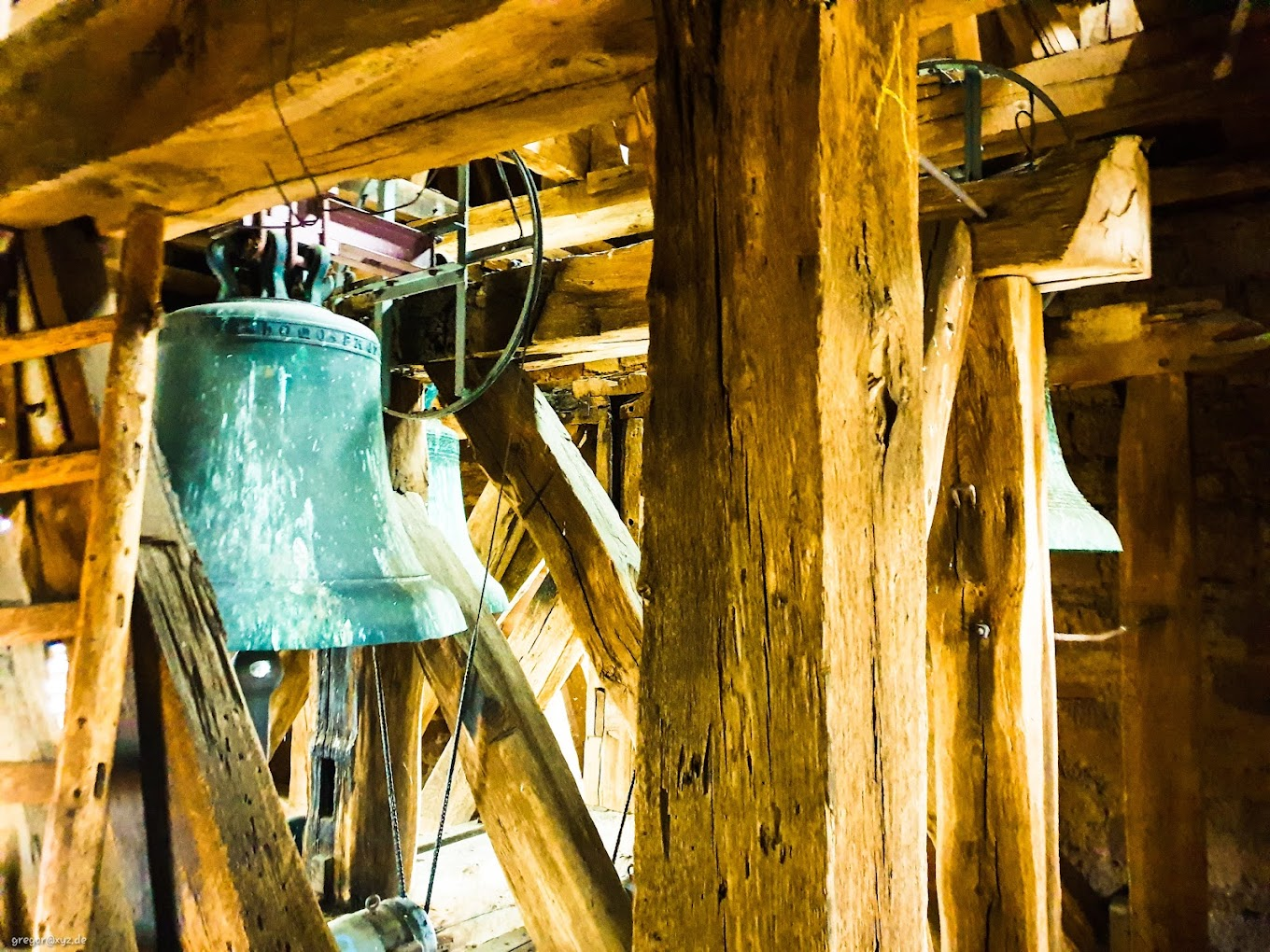
Der Glockenstuhl

Die evangelische Kirche St. Nikolaus in Sachsenhausen ist ein denkmalgeschütztes Kirchengebäude im Stadtteil Sachsenhausen der Stadt Waldeck im nordhessischen Landkreis Waldeck-Frankenberg. Die Kirche gehört zur Kirchengemeinde Waldeck im Kirchenkreis Eder im Sprengel Marburg der Evangelischen Kirche von Kurhessen-Waldeck.

## Beschreibung

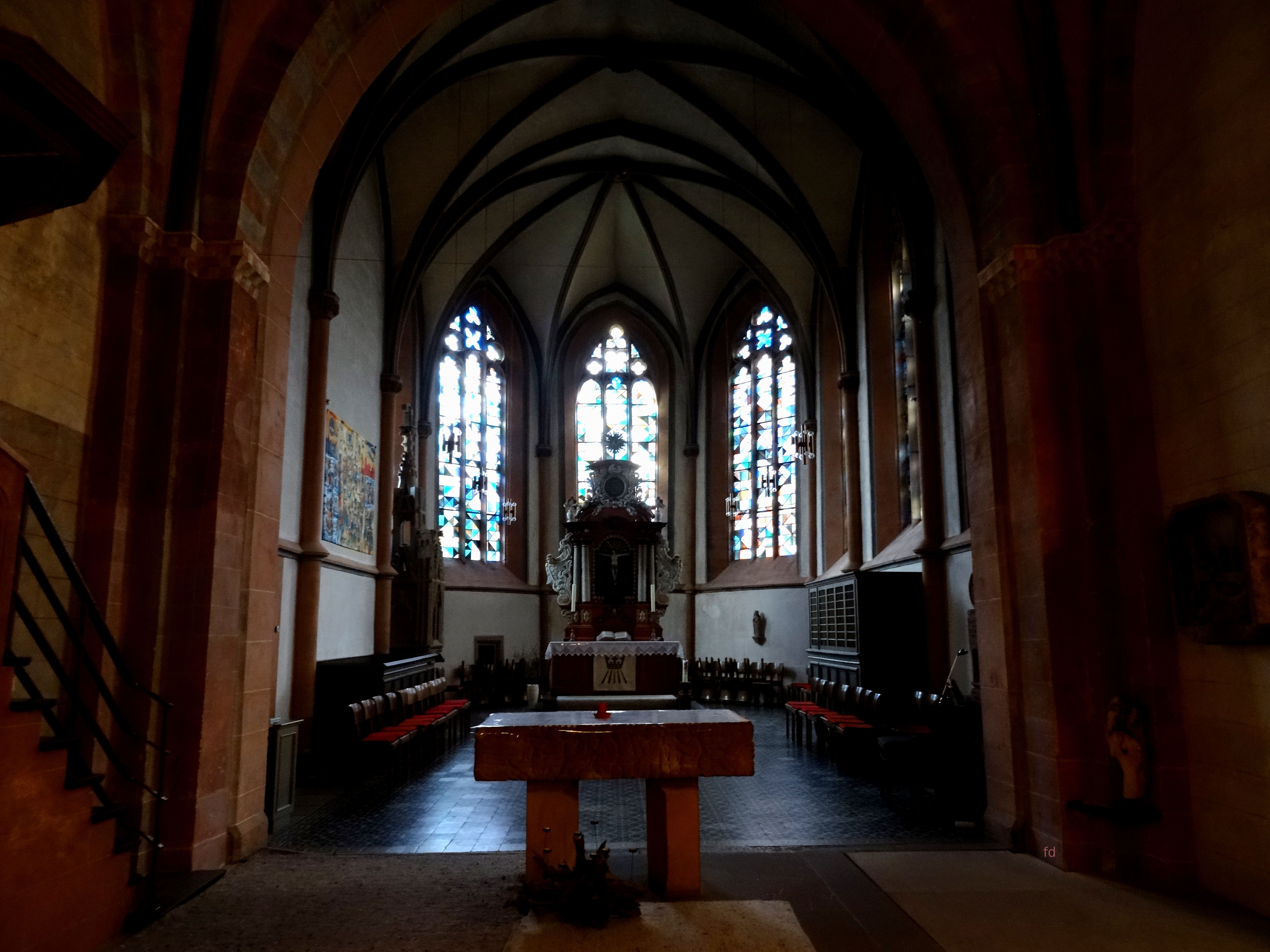
Blick zum Altar

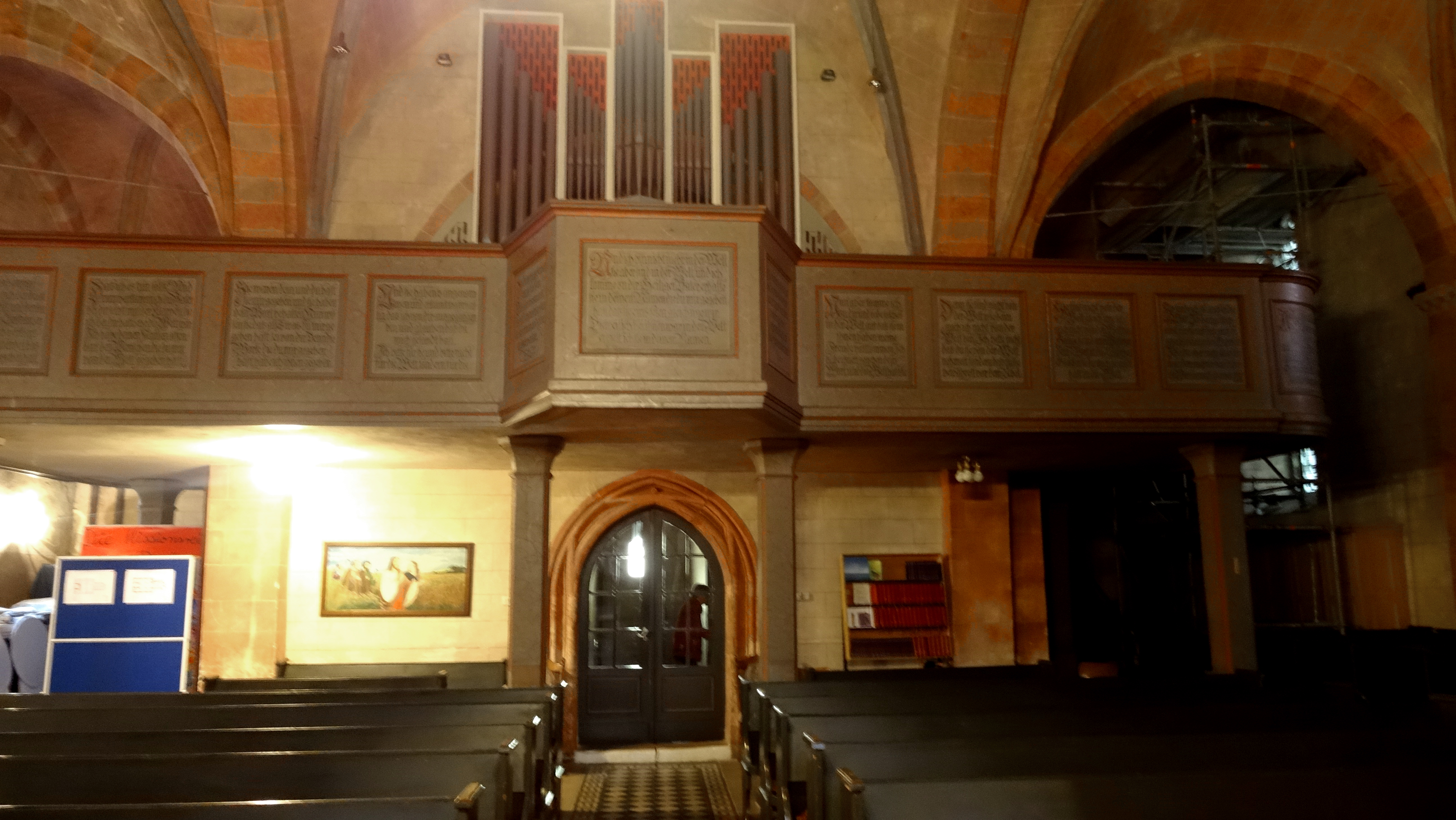
Empore mit Orgelgehäuse von 1978

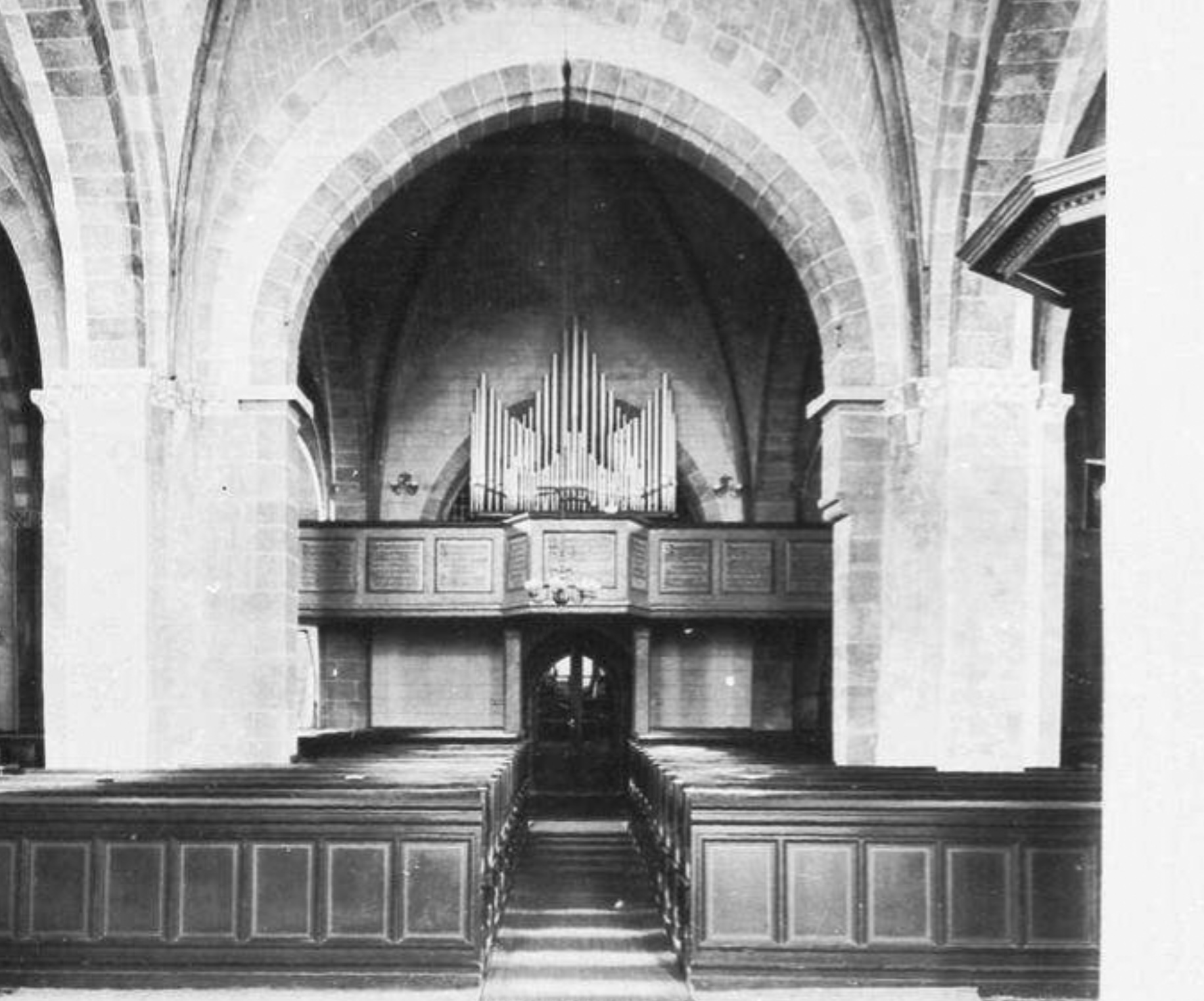
Die Orgel 1932

Die dreischiffige Hallenkirche mit drei Jochen wurde um die Mitte des 13. Jahrhunderts erbaut. Der ganz eingestellte Kirchturm im Westen ist älter. Der dreiseitig geschlossene, höhere Chor mit zwei Jochen wurde Mitte des 14. Jahrhunderts erneuert. Zwischen seinen Strebepfeilern befinden sich Maßwerkfenster. Das westliche Joch des Langhauses wurde 1563 nach dem teilweisen Einsturz des Kirchturms infolge eines Unwetters wiederhergestellt, aber der Kirchturm wurde erst 1672 erneuert. Das Gewände des frühgotischen Portals im Süden besteht aus Rundstäben, die durch Wirtel verziert sind.  Die Seitenschiffe sind mit quergestellten Walmdächern gedeckt. Der Kirchturm ist mit einem achtseitigen, spitzen Helm gedeckt, der an den vier Ecken von kleinen Helmen flankiert wird.
Die frühgotische Ausmalung aus der zweiten Hälfte des 13. Jahrhunderts wurde 1934/1935 freigelegt und ergänzt. Ferner sind Reste von Wandmalereien aus dem 14. Jahrhundert an der Westwand des südlichen Seitenschiffs vorhanden. Im um 1680 gebauten barocken Altar steht in der Mitte ein Kruzifix zwischen vier runden Säulen, bekrönt mit der Heiliggeisttaube. Die Kanzel aus Sandstein wurde im zweiten Viertel des 16. Jahrhunderts gebaut. Der fünfseitige Korb ist mit Reliefs verziert. Die steinerne Statuette der Maria am Sakramentshaus von 1514 ist nicht mehr vorhanden. Zur ursprünglichen Kirchenausstattung gehörte das hölzerne Kruzifix aus der Mitte des 14. Jahrhunderts, das heute neben dem Taufbecken von 1682 steht. Zwei Patronatslogen wurden 1674 gebaut.
Die Orgel mit 18 Registern, zwei Manualen und Pedal wurde 1884 von Eduard Vogt gebaut und 1978 von Karl Lötzerich restauriert, dabei wurde ein neues Gehäuse gebaut.